# スキィンド (クレーター)
スキィンド（英: Skynd）は、天王星の衛星ウンブリエルの赤道近くのクレーターである、名前はデンマークの民話のトロールの1人、スキィンドに由来する。
直径約72-110kmで、ブヴェルと同じ、中に明るい中央丘がある。